# Backyard ultra
El Backyard ultra és una forma de cursa d'ultramarató on els competidors han de cobrir consecutivament la distància de 6,706 quilòmetres (4,167 milles) en menys d'una hora o són eliminats. El guanyador és l'últim (o l'última) competidor/a que completa la darrera volta en solitari.
Quan s'acaba una volta, el temps que queda en l'hora s'acostuma a utilitzar per descansar, proveir-se i preparar-se per a la següent volta. Aquesta disciplina requereix una sòlida resistència física i mental, així com una bona gestió de l'esforç, la dieta i el son.

## Descripció
El concepte original va ser ideat pel nord-americà Gary "Lazarus Lake" Cantrell, un organitzador de curses incloses les Maratons de Barkley. La idea és completar 100 milles en un dia. Un càlcul simple dona llavors la distància mitjana a recórrer: 6,706 km (o {\displaystyle {\tfrac {100}{24}}} milles) per hora. Així, un competidor que hagi fet 24 bucles haurà recorregut 100 milles (161 km) en 24 hores.
Aquests bucles es repeteixen cada hora. Si un competidor completa un bucle abans del temps assignat, pot descansar, reposar, però ha d'esperar fins a l'inici de l'hora següent per iniciar un bucle addicional. Si un competidor no completa el bucle abans del temps assignat, és eliminat i es considera DNF ("Did Not Finish", "no acabat").
L'últim competidor que completa un bucle addicional es declara guanyador quan tots els altres participants són eliminats. La cursa acaba després d'aquesta última volta en solitari. El guanyador ha de parar encara que tingui ganes i capacitat de continuar. Així, per apuntar a una marca significativa o batre un rècord, és necessari comptar amb la presència d'un competidor de nivell equivalent per tal que la prova duri el màxim temps possible. Si cap competidor aconsegueix completar una volta més que els altres, tots els atletes reben un DNF i no hi ha guanyador. Tanmateix, en algunes curses, el més ràpid en acabar la volta anterior es considera el guanyador. El Backyard ultra no s'ha de confondre amb les curses eliminatòries on el nombre de voltes és limitat (sovint 24 hores). Quan s'imposa un nombre màxim de voltes, si encara hi ha diversos corredors en disputa durant l'últim bucle, la victòria és generalment per a qui creua primer la meta de l'última volta. En una cursa ultra Backyard, no hi ha límit al nombre de voltes successives que es poden córrer.

## Campionats del Món
Els primers campionats del món tenen lloc l'any 2020. Donades les condicions sanitàries posteriors a la pandèmia de la COVID-19, estan organitzats per seleccions nacionals de 15 pilots a cada país respectiu. La particularitat de la prova per equips és que un participant només pot fer una volta extra quan és l'últim del seu equip. L'equip que anota més voltes es converteix en campió del món. Els guanya Bèlgica gràcies a l'actuació de 75 voltes produïdes per Sabbe Karel. El 2021, s'organitza un campionat mundial individual a Bell Buckle. Cada any parell se celebra un campionat per equips i cada any senar se celebra un campionat individual.